# Manoir du Parc-Vieil
Le manoir du Parc-Vieil est situé sur la commune de Champignelles, dans le département de l'Yonne, en France.

## Historique
L'édifice est classé partiellement et inscrit partiellement au titre des monuments historiques par arrêté du 8 août 1966.